# M/B Perast
M/B Perast je bio brod za lokalne linije, u sastavu flote hrvatskog brodara Jadrolinije. Brod je izgrađen 1962. godine u Malome Lošinju za Jadroliniju pod imenom Perast. Plovio je na prugama dubrovačkog okružja gdje ga je i dočekao Domovinski rat kada su ga agresori 5. listopada 1991. napali u Slanome. Brod je korišten kao meta JRM. Kasnije je dotegljen u Korčulu i kupio ga je G & V Line iz Dubrovnika. Nakon višegodišnjeg veza u Korčuli, brod je dotegljen 2004. godine u Ploče i izrezan.